# Sommer-Paralympics 2024/Teilnehmer (Malediven)
| stlisierte Goldmedaille | stlisierte Silbermedaille | stlisierte Bronzemedaille |
| ----------------------- | ------------------------- | ------------------------- |
| —                       | —                         | —                         |

Die Malediven entsandten eine Athletin und einen Athleten zu den Paralympischen Sommerspielen 2024 in Paris. Als Fahnenträger bei der Eröffnungsfeier wurden Fathimath Ibrahim und Abdul Razzag Abdul Samad ausgewählt.

## Teilnehmer nach Sportart

### Leichtathletik
| Athleten                 | Klassifizierung | Wettbewerb(e) | Zeit/Weite | Rang |
| ------------------------ | --------------- | ------------- | ---------- | ---- |
| Männer                   |                 |               |            |      |
| Abdul Razzag Abdul Samad | T12             | 100 m Vorlauf | 14,46 sek  | 10   |
| Frauen                   |                 |               |            |      |
| Fathimath Ibrahim        | T11             | 100 m Vorlauf | 17,10 sek  | 13   |